# Kajsa Ezelius
Anna Kajsa Ezelius, född 25 september 1995 i Tidaholm, är en svensk politiker (socialdemokrat). Hon är syster till Erik Ezelius.
Kajsa Ezelius, som är uppvuxen i Tidaholm, har varit ordförande i SSU i Lidköping och vice ordförande i Skaraborg.
Kajsa Ezelius valdes till kommunalråd och vice ordförande i kommunstyrelsen i Lidköping efter att hon hade gått ut gymnasiet i juni 2014.